# IFK Uddevalla
Maillots
Dernière mise à jour : 9 février 2012.
Le IFK Uddevalla est un club suédois de football basé à Uddevalla.
Le club évolue en première division suédoise en 1926 et 1927.

## Historique
- 1905 : fondation du club
- Il s'agit de la plus ancienne association de football du Bohuslän pratiquant encore actuellement.

## Entraîneurs
- 1925-1927 :  József Nagy